# Gošogawara
Gošogawara (japonsky 五所川原市 ) je město v prefektuře Aomori v Japonsku. K roku 2018 v ní žilo přes dvaapadesát tisíc obyvatel.

## Poloha a doprava
Gošogawara leží u severního konce největšího japonského ostrova Honšú, západně od Aomori a severně od Hirosaki. Vede přes ni železniční trať Inakadate – Noširo, na které provozuje vlaky Východojaponská železniční společnost.

## Dějiny
Status města (ši) získala Gošogawara 1. října 1954, když byla sloučena s dalšími šesti obcemi.

### Rodáci
- Osamu Dazai (1909–1948), spisovatel